# 波麗士出任務
《波麗士出任務》 為台灣首檔犯罪偵查實境節目，全系列共8集。本節目於2020年2月24日在公視+獨家上架，2020年2月29日於公視主頻播出。在節目中，除了介紹警察的勤務與生活，也找了與主題相關的嫌犯及受害者，增加他們的故事與視角，述說他們的經驗，希望能呈現更多元的犯罪全貌。在實境拍攝的故事之外，也藉由相關專家訪談及數據，為節目增加更多知識性及教育性，讓觀眾更能一窺不同犯罪類型的方方面面。

## 節目內容
全系列分为毒品、新興毒品與青少年、街頭波麗士、詐騙、非法槍械、特殊辦案、斜槓警察和暖心警察共8集。各集主題依照台灣常見犯罪類型跟警方任務，區分為毒品、詐騙、酒駕、槍械、街頭執勤、特殊辦案等類別。
| 集數 | 節目名稱                      | 分集內容                               |
| ---- | ----------------------------- | -------------------------------------- |
| 1    | 街頭波麗士-我們與高風險的距離 | 酒駕、國道警察                         |
| 2    | 詐騙-我在詐騙公司的日子       | 詐欺犯罪                               |
| 3    | 毒品-「毒」家威脅             | 毒品                                   |
| 4    | 新興毒品與青少年-「毒」特青春 | 新興毒品、青少年犯罪                   |
| 5    | 非法槍械-狙擊風暴             | 非法槍械、除暴特勤隊                   |
| 6    | 特殊辦案-汪汪隊辦案中         | 警犬隊、視覺分析辦案、測謊室、失蹤人口 |
| 7    | 斜槓警察-波麗士很忙？         | 警察第二才能                           |
| 8    | 暖心警察-暖警出任務           | 警察暖心舉動                           |

## 播出時間

### 首播
| 播映平台 | 時間                  | 備註           |
| -------- | --------------------- | -------------- |
| 公視+    | 109年2月24日 中午12時 | 每周一上架兩集 |
| 公視     | 109年2月29日 下午15時 | 每週六播出一集 |

## 製作團隊
- 製作公司：過癮科技 Go Inside
- 製作人：鄭凱駿
- 導演：陳文政
- 配音：GARY洪華笙

## 外部連結
- 波麗士出任務│公視+ （页面存档备份，存于）
- 公視粉絲團的Facebook專頁